# Acciaiuoli
Acciaiuoli oder Acciaioli, auch Acciajuoli, ist ein Familienname.

## Namensträger
Angehörige der bedeutenden florentinischen Familie Acciaiuoli (Adelsgeschlecht):
- Angelo Acciaiuoli (Bischof) (1298–1357), Bischof von Florenz 1342 bis 1355
- Angelo Acciaioli (Kardinal) (1340–1408), Bischof von Florenz 1383 bis 1385 und Kardinal
- Donato Acciaiuoli (1429–1478), Gelehrter
- Filippo Acciaiuoli (Komponist) (1637–1700), italienischer Komponist und Librettist
- Filippo Acciaiuoli (1700–1766), Kardinal
- Niccolò Acciaiuoli (1310–1365), Soldat und Staatsmann
- Niccolò Acciaiuoli (Kardinal) (1630–1719), italienischer Kurienkardinal und Bischof
- Zanobi Acciaioli (1461–1519), Dominikaner

Der Familie Acciaiuoli gehörten im 14. und 15. Jahrhundert folgende Herzöge von Athen an:
- Antonio I. Acciaiuoli († 1435)
- Antonio II. Acciaiuoli (1439–1441)
- Francesca Acciaiuoli († 1429)
- Francesco I. Acciaiuoli (1451–1454)
- Francesco II. Acciaiuoli († 1460)
- Nerio I. Acciaiuoli († 1394)
- Nerio II. Acciaiuoli († 1451)